# Wissenschaftshafen Magdeburg

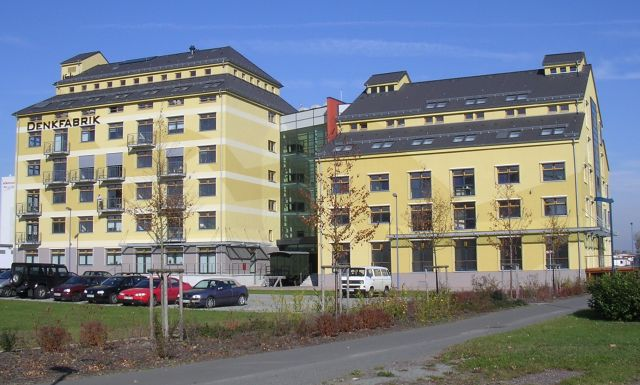
Die Denkfabrik

Der Wissenschaftshafen Magdeburg ist ein modernes Stadtquartier in Magdeburg. Er ist aus dem ehemaligen Handelshafen entstanden, der im Laufe der Zeit seine Funktion als Umschlagplatz verlor. Der Wissenschaftshafen ist ein Museums-, Wissenschafts- und Forschungsstandort. Zukünftig soll er mit Gewerbe, Wohnen, Dienstleistung und durch die Lage zur Elbe auch mit Freizeit und Tourismus verknüpft werden.

## Lage
Der Wissenschaftshafen befindet sich auf dem Gebiet des ehemaligen Handelshafens nördlich der Magdeburger Innenstadt im Stadtteil Alte Neustadt direkt an der Elbe und etwa 700 Meter östlich der Otto-von-Guericke-Universität Magdeburg. Auf der gegenüberliegenden Seite der Elbe liegt die Fachhochschule Magdeburg-Stendal, zu erreichen über den Nordbrückenzug der angrenzenden B 1.
Der Wissenschaftshafen ist Endhaltestelle der Buslinie 73. Die nächstgelegenen Haltestellen der Straßenbahn Straßenbahn sind Askanischer Platz, Universitätsbibliothek und Peter-Paul-Straße (alle jeweils etwa 700 m entfernt).

## Geschichte

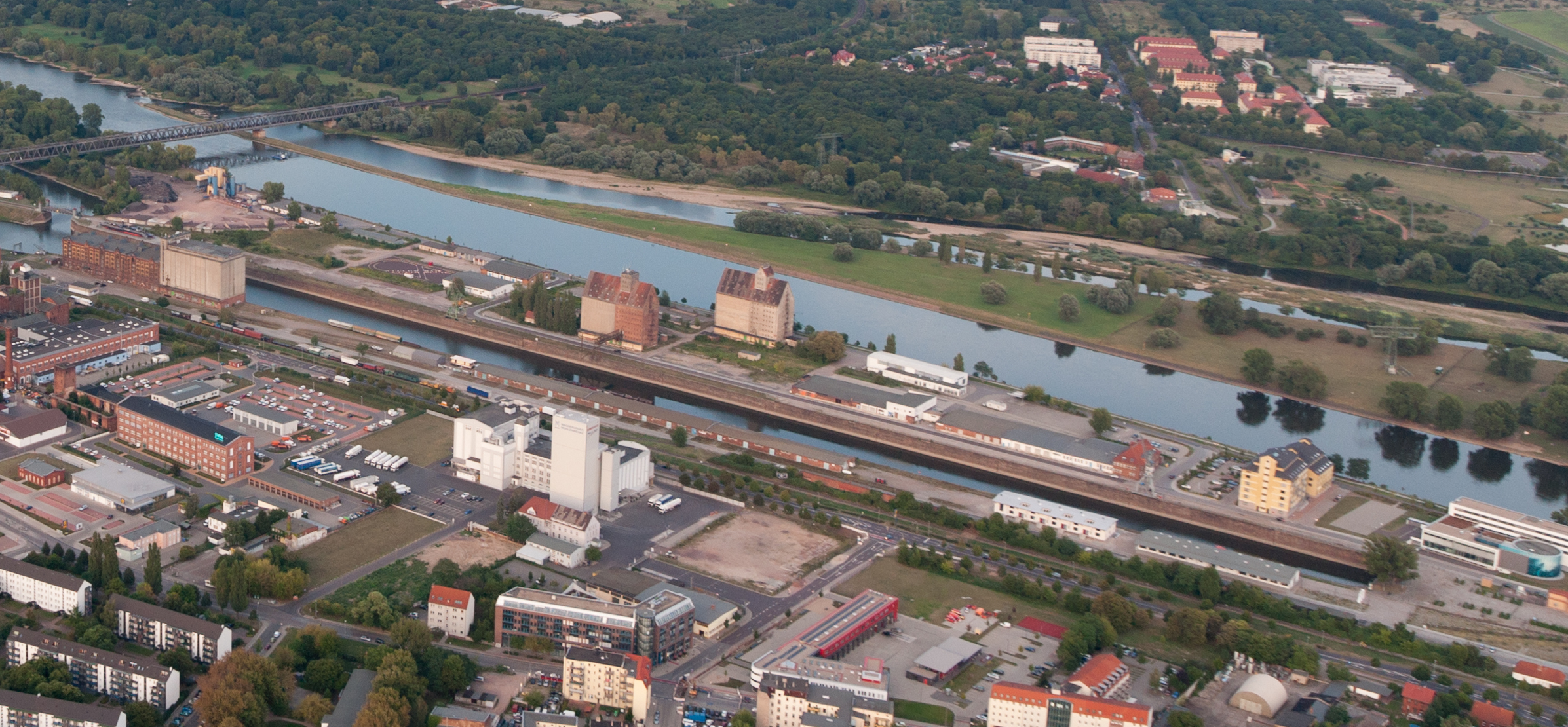
Luftbild des Wissenschaftshafens

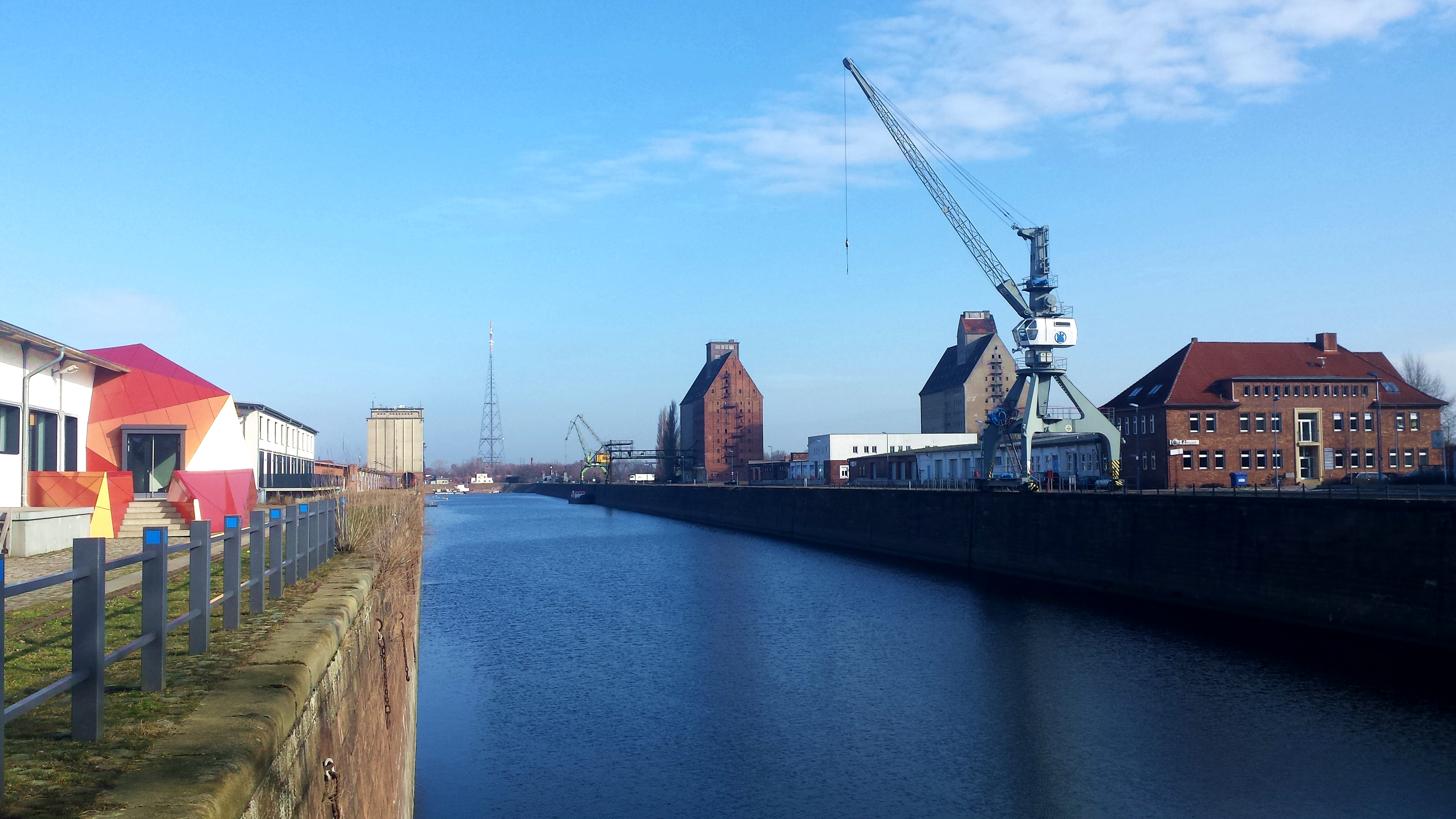
Hafenbecken des ehemaligen Handelshafens

Durch das steigende Wachstum des Hamburger Hafens stieg auch im Hinterland der Bedarf an Lager- und Umschlagplätzen. Infolgedessen entstand 1893 der Handelshafen als Bestandteil der insgesamt vier Magdeburger Häfen. Im Laufe der Zeit verlor der Hafen aber seine Funktion, da sich die Gewerbegebiete mehr in den Norden der Stadt Richtung A 2 und der anderen drei Häfen erstrecken.
Um dem Hafengebiet wieder neues Leben zu verleihen und trotzdem den Charakter zu erhalten, wurde beschlossen, dem Areal eine neue Nutzung zu geben. Deswegen wurden bestehende Gebäude saniert und umfunktioniert. Beim Bau der 2007 eröffneten Denkfabrik wurden zwei bereits vorhandene Getreidespeicher umgebaut (Bodenspeicher Ostseite) bzw. abgerissen (Silo mit Zellentrakt Westseite) und in derselben Kubatur neu aufgebaut, miteinander verknüpft und zu einem Bürogebäude für innovative Unternehmen und Forschungseinrichtungen umgebaut.
Einige noch existierende Kräne, Bagger, eine historische Hubbrücke und der am Hafenbecken befindliche Kettendampfer Gustav Zeuner als Museumsschiff wurden in das Gebiet integriert.
Neben der Erhaltung alter Gebäude und Maschinen ist auch der Neubau von Forschungseinrichtungen ein Bestandteil des Umbaus zum Wissenschaftshafens, wie zum Beispiel das markante Elbe-Office oder das Gebäude des Virtual Development and Training Centre (VDTC) des Fraunhofer-Instituts Fabrikbetrieb und -automatisierung (IFF).
Ein weiteres Beispiel für die Verknüpfung mehrerer Bereiche miteinander ist der 2021 begonnene Ausbau der zwei Reichseinheitsspeicher, früher als Silo Elbe und Silo Handelshafen bezeichnet,  am nordöstlichen Ende des Hafens zu zwei Wohnhochhäusern mit insgesamt 200 Wohnungen. Auf Grund der gegenüberliegenden Magdeburger Mühlenwerke und strengerer Lärmschutzauflagen verzögerte sich der Ausbau. Laut dem Baubeauftragten Ralf Born wurde an einer Lösung zusammen mit den Mühlenwerken gearbeitet.

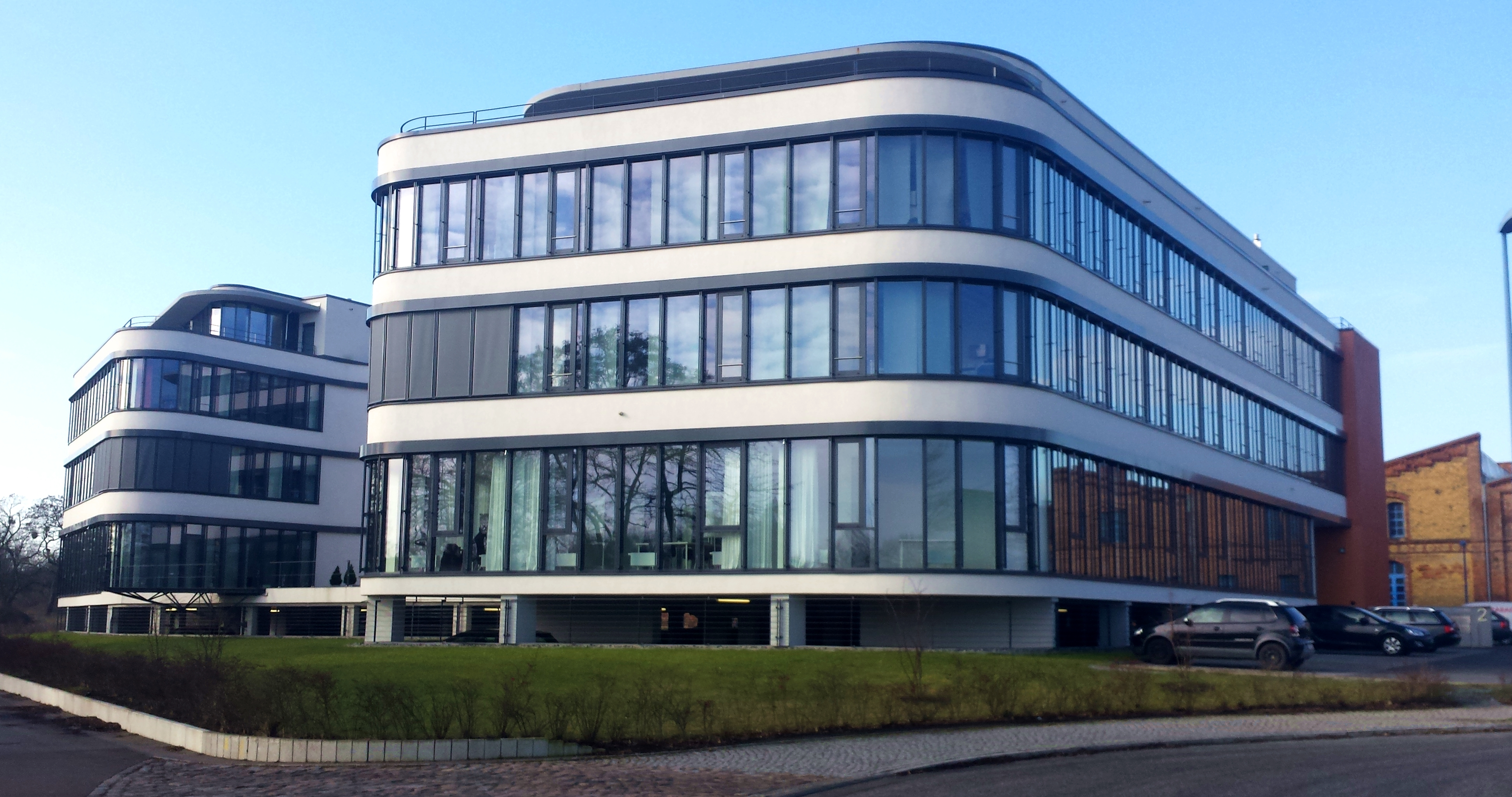
Elbe Office

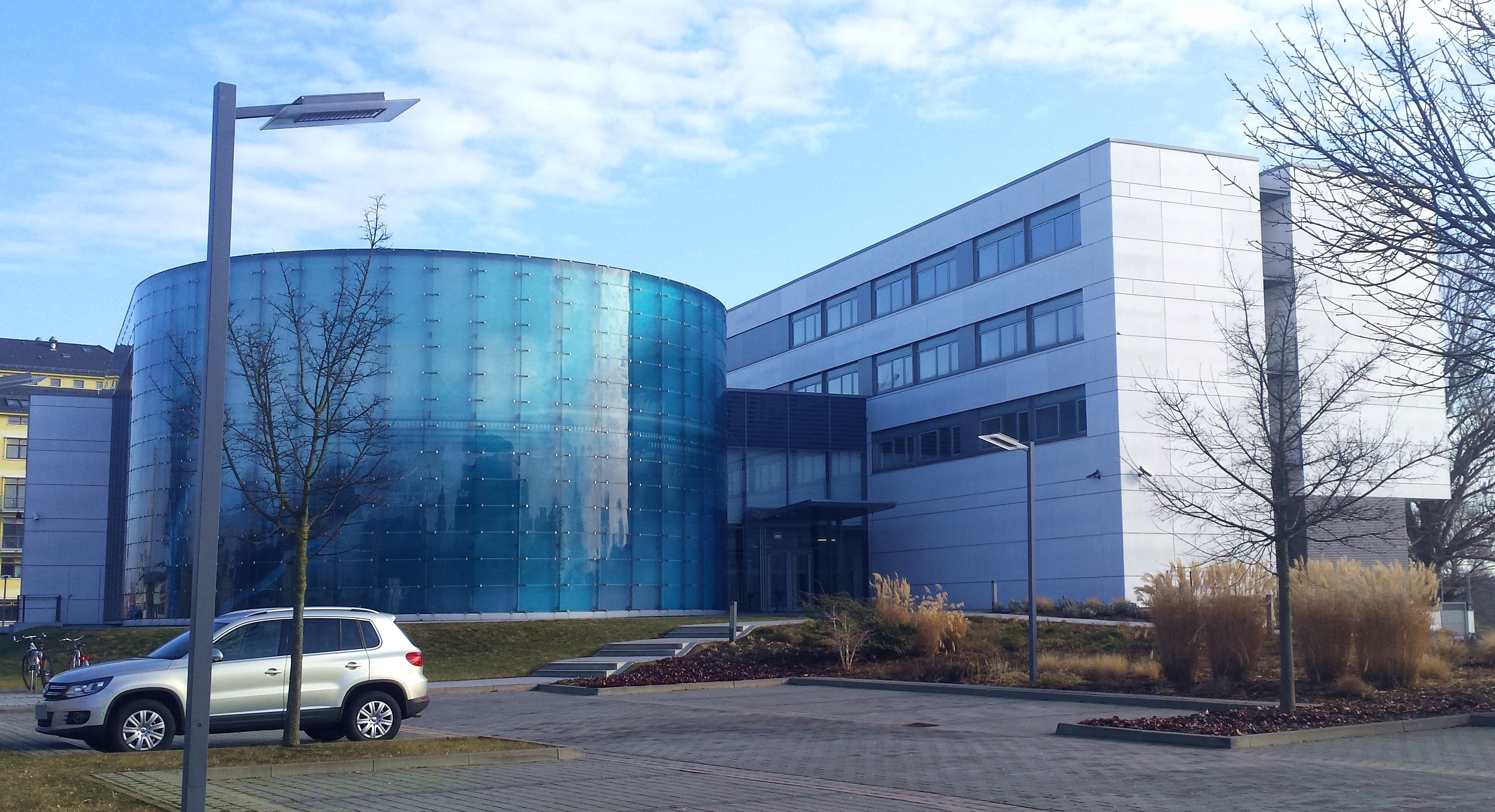
Virtual Development and Training Centre (VDTC) des Fraunhofer IFF

## Wissenschafts- und Forschungsstandort
Zusammen mit der benachbarten Otto-von-Guericke-Universität und der nahe gelegenen Fachhochschule Magdeburg-Stendal bildet der Wissenschaftshafen das Wissenschafts- und Forschungszentrum in Magdeburg.
2005 entschloss man sich, im nicht mehr genutzten Handelshafen Wissenschafts- und Forschungseinrichtungen zu zentrieren, um Magdeburg auch weiterhin als wichtigen Wissenschaftsstandort zu etablieren.
Dafür wurden bereits bestehende mit neu entstandenen Einrichtungen verknüpft. Zu den bereits bestehenden Wissenschaftseinrichtungen gehören das Fraunhofer-Institut für Fabrikbetrieb und -automatisierung IFF, das Max-Planck-Institut für Dynamik komplexer technischer Systeme und die „Experimentelle Fabrik“ als Forschungs- und Transferzentrum für anwendungsorientierte Forschung. 2006 wurde das „Virtual Development and Training Centre“ VDTC des nahe gelegenen IFF als modernes Forschungszentrum für virtuelle Technologien mit Hightech-Laboren eröffnet. Mit dem Bau der „Denkfabrik“ entstanden Büroräume für innovative Unternehmen und Forschungseinrichtungen. Größtes Unternehmen dort ist das „Institut für Automation und Kommunikation“ (ifak), welches sich unter anderem mit der Prozessindustrie, der Umwelttechnik und der Sensor- und Messtechnik befasst. 2009 wurde das „Elbe-Office“ als Büro- und Forschungsgebäude mit moderner Technik und Ausstattung fertiggestellt. Die Universität Magdeburg hat ihr „Entwicklungslabor und Testfeld für Ortung und Kommunikation in Verkehr und Logistik“ als Bestandteil des europäischen Galileo-Projektes in einem umgebauten Lagergebäude des Wissenschaftshafens errichtet.
Das Areal bildet außerdem den Start- und Endpunkt der jährlichen „Langen Nacht der Wissenschaft“ mit über 15.000 Besuchern.

## Museumsstandort
Auf Grund des Ziels, die noch vom ehemaligen Hafen existierenden Gebäude und Maschinen zu erhalten und dadurch den Wissenschaftshafen auch als Museumsstandort zu etablieren, bietet das Gelände immer noch eine Vielzahl an technischen Denkmälern und historischen Bauten, welche über das Technikmuseum Magdeburg gezeigt werden. Dazu gehören das Maschinenhaus, der Schwerlastkran „Elefant“, der Taucherschacht II, ein Eimerkettenschwimmbagger sowie die Hubbrücke und die historische Bahnausstellung des Vereins der Magdeburger Eisenbahnfreunde. Im Hafen befindet sich außerdem der 1956 errichtete Vollportalwippdrehkran. Darüber hinaus ist der letzte Kettendampfer seiner Art, die Gustav Zeuner, an der unter Denkmalschutz stehenden Hubbrücke aufgestellt und gibt als Museumsschiff Zeugnis von den Entwicklungen der Konstrukteure Ewald Bellingrath (Greifrad für die Kette) und Gustav Anton Zeuner (Turbinenpropeller für die Talfahrt ohne Kette). In unmittelbarer Nähe des Hafens befindet sich der bereits 1863 errichtete Lokschuppen Alte Neustadt, der zeitweise zur Hafenbahn Magdeburg gehörte.

## Kultur und Kunst
Das Gelände bietet immer wieder Platz für Veranstaltungen. Neben der „Langen Nacht der Wissenschaft“ gehören dazu das Internationale Figurentheaterfestival 2011, das „Sommerluft-Festival“ im Sommer 2014, die Kunstausstellung Opus Aquanett im Sommer 2017 oder regelmäßige Hafenkonzerte der Rühmann-Band.